# Marie-Victoire Lemoine
Pour les articles homonymes, voir Lemoine.
Marie-Victoire Lemoine, née en 1754 à Paris où elle est morte le 2 décembre 1820, est une peintre française.
Élève de François-Guillaume Ménageot, elle a pris part aux Salons de 1796, 1798, 1799, 1802, 1804 et 1814. Ses sœurs Marie-Denise Villers et Marie-Élisabeth Gabiou étaient également peintres.

## Biographie
Née à Paris en 1754, Marie-Victoire Lemoine est issue d’une famille d’artistes et de bourgeois. Fille aînée de Charles Lemoine et de Marie-Anne Rousselle, elle vit avec sa famille dans l'ancien 1er arrondissement de Paris, rue Saint-Honoré-Traversière, près du Palais-Royal. Ses sœurs, Marie-Denise Villers (1774-1821) et Marie-Élisabeth Gabiou (vers 1761-1811), sont également devenues peintres, de même que sa cousine Jeanne-Élisabeth Chaudet (1767-1832). Cependant, contrairement à ses sœurs, elle est restée célibataire et est devenue l'une des rares femmes de son époque à vivre de la peinture.
L'Académie royale de peinture et de sculpture sous l'ancien régime ne laisse entrer que très peu de femmes dans ses rangs et interdit leur admission au statut de professeure-adjointe ou supérieure ou de peintres d’histoire, car la peintures de modèles vivants posant nus leur est interdite. 
Elle est élève de François-Guillaume Ménageot (1744-1816) au début des années 1770, avec qui elle vit et travaille dans une maison acquise par le marchand d'art Jean-Baptiste-Pierre Lebrun (1748-1813), à côté de l'atelier d'Élisabeth Vigée Le Brun (1755–1842), portraitiste de la reine Marie-Antoinette. 
À partir de 1779, Marie-Victoire Lemoine a vécu dans la maison de ses parents jusqu'à ce qu'elle emménage avec sa sœur Marie-Élisabeth. Elle restera là même après la mort de sa sœur. Elle meurt à Paris six ans après sa dernière exposition, le 2 décembre 1820[réf. nécessaire].

## Son œuvre
Marie-Victoire Lemoine a principalement peint des portraits, des miniatures et des scènes de genre.  Son portrait de la princesse de Lamballe, amie intime de la reine est bien accueilli par la critique. En 1779 elle expose pour la première fois ce portrait au Salon de la correspondance de Pahin de la Blancherie, où elle expose un portrait de la princesse de Lamballe. Si elle produit surtout des portraits dont les traits sentimentaux sont relevés, elle réalise aussi des allégories et des scènes rustiques. 
À la suite de ce salon, elle continuera à exposer ses œuvres d'art au public aux Salons de 1796, 1798, 1799, 1802, 1804 et 1814. 

### Intérieur d'un atelier de femme peintre
Son œuvre la plus célèbre est Intérieur d'un atelier de femme peintre, peint en hommage à Élizabeth Vigée Le Brun. Le tableau peint en 1796 se trouve au Metropolitan Museum of Art à New York. Une jeune femme est agenouillée avec un crayon aux pieds d'une peintre qui se tient debout avec sa palette devant une toile. Le sujet debout est soit un autoportrait, soit Élisabeth Vigée Lebrun, mais témoigne de la maitrise de la composition de l'artiste,.

### Une jeune femme appuyée sur le bord d’une croisée
Le tableau Une jeune femme appuyée sur le bord d’une croisée a longtemps été attribué par erreur à un autre artiste , et était exposé comme portrait de Pauline Bonaparte.  Le tableau a pourtant été exposé pour la première fois en 1799 sous le titre original de Une jeune femme appuyée sur le bord d’une croisée. Un critique avait identifié le sujet comme étant la propre sœur de l'artiste, Marie-Denise «Nisa» Villers, née Lemoine (1774–1821).

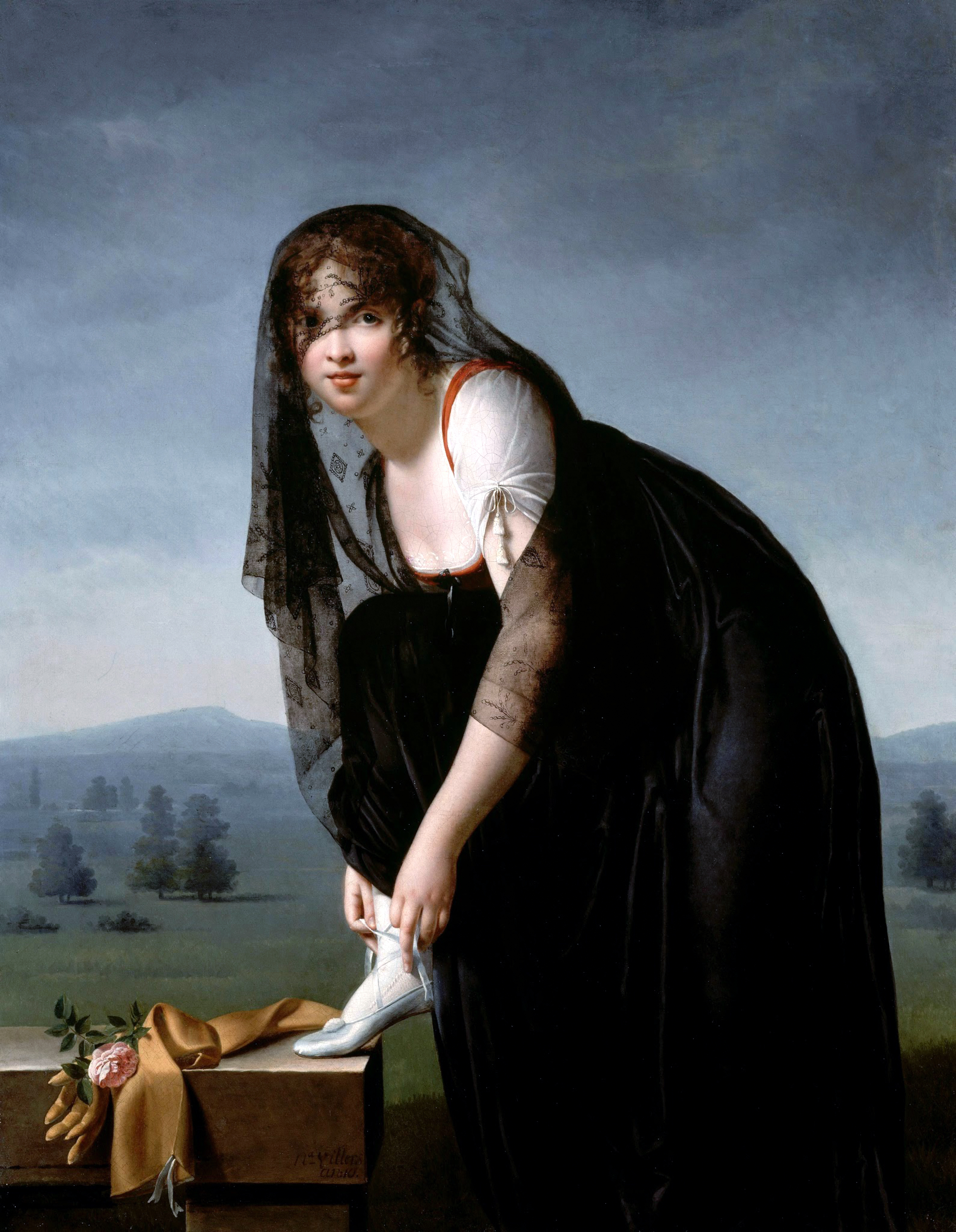
Une étude de-femme d'après nature Marie-Denise Villiers (1802)

Il est facile de confirmer l'identité du sujet en comparant le tableau avec un autoportrait peint par Marie-Denise Villiers intitulée Une étude de femme d’après nature. Marie-Victoire Lemoine choisit de présenter sa sœur comme une intellectuelle tournant les pages d'un livre, dans une robe simple et sans bijoux.

## Historiographie
Peu avant la révolution française sous l'Ancien Régime, des femmes se sont battues pour pouvoir exercer le métier de peintre et vivre de leur art. Si Élisabeth Vigée Le Brun et Adélaïde Labille Guiard sont relativement connues, d'autres profils ont émergé comme Marguerite Gérard grâce aux recherches de Carole Blumenfeld, historienne de l'art et directrice des collections du musée Fragonard, à Grasse, dont celui de Marie-Victoire Lemoine, ses trois sœurs et sa cousine Jeanne-Élisabeth Chaudet.

## Œuvres
- Portrait présumé du Chevalier d'Ennémour. Daté 1774, ovale, 39,5 x 32 cm.Vente Le Floch 2025.Collection privée
- Portrait de Madame la princesse de Lamballe, 1779, ovale, 57 × 45 cm,  Banque de France[8].
- Portrait de Madame Genlis, 1781, 59,7 × 48,9 cm, localisation inconnue[réf. nécessaire].
- Tête d’enfant avec un petit chapeau, 1785, localisation inconnue[réf. nécessaire].
- Portrait d'un jeune homme à la veste brodée, dit aussi Portrait de Zamor, 1785, 65 × 54,6 cm, Jacksonville, Musée d'Art et jardins de Cummer (attribution contestée).
- Atelier d'artiste, 1789, New York, Metropolitan Museum of Art.
- Les Deux Sœurs, 1790, 92,8 × 72,5 cm, localisation inconnue[réf. nécessaire].
- Une jeune femme appuyée sur le bord d’une croisée (Portrait présumé de Marie-Denise Villers, anciennement identifié à Pauline Bonaparte), Salon de 1799, huile sur toile 195,6 × 137,5 cm, Melbourne, National Gallery of Victoria, 2022.1527[9]
- Nature morte de fleurs dans un panier, 1807, 59,6 × 49,5 cm, vente Sotheby's 2019[Laquelle ?], localisation inconnue.

- Non daté
  - Autoportrait avec palette et pinceau, 67,6 × 49,5 cm, vente Christie's 2018[10], localisation inconnue.
  - Portrait de deux sœurs en robes blanches, 78 × 64 cm, vente Sotheby's 2008[11], localisation inconnue.
  - Portrait d'un garçon nourrissant deux oiseaux, 55 × 45,5 cm, vente Sotheby's 2013[12], localisation inconnue.
  - Portrait d'une jeune fille tenant un pot de fleur, 55 × 45,5 cm, vente Sotheby's 2013[12], localisation inconnue.
  - Femme artiste dans son atelier, 88,5 × 72 cm, vente Mathias-Bournazel[13], localisation inconnue.

Œuvres de Marie-Victoire Lemoine
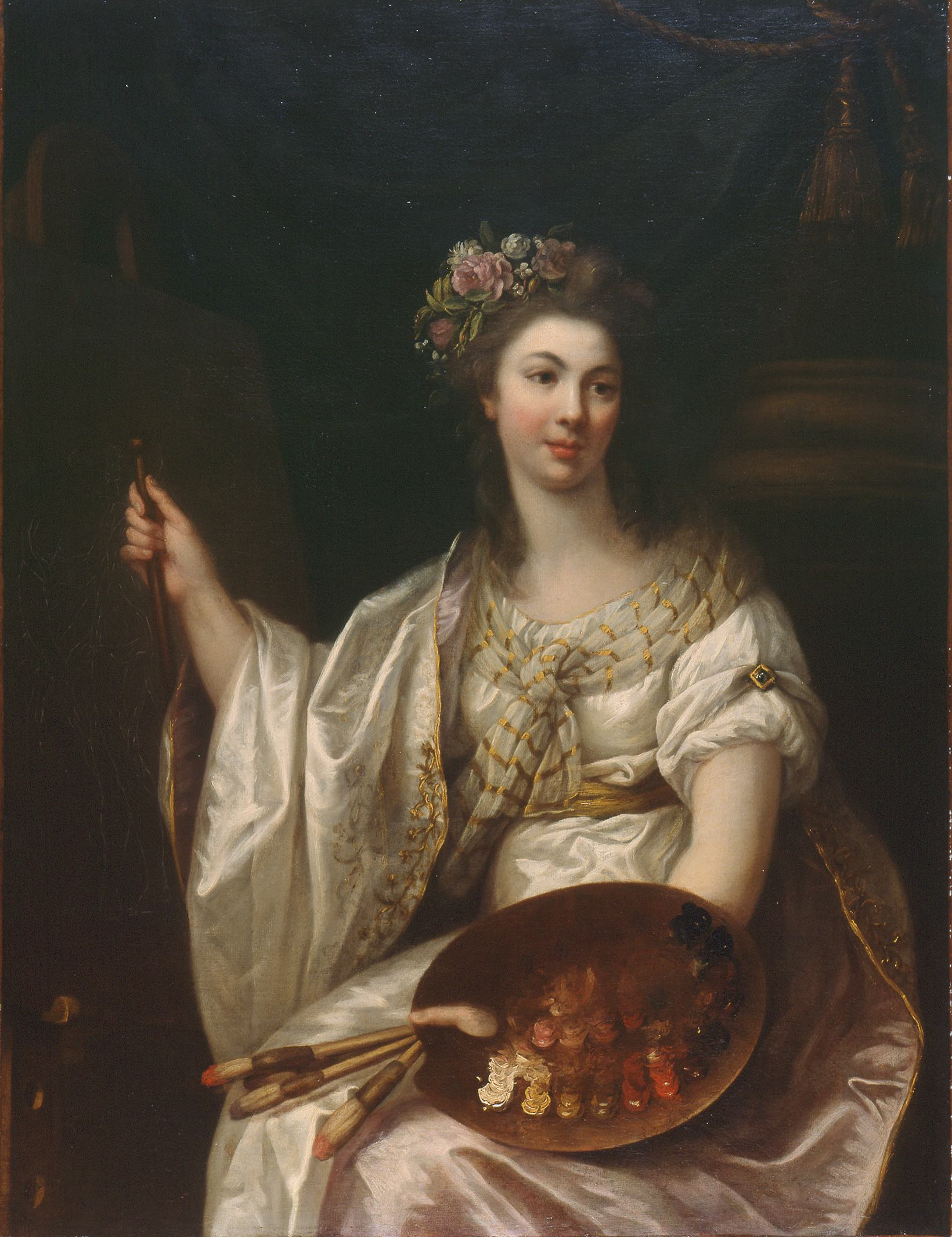
Allégorie de la peinture, 1777, musée des Beaux-Arts d'Orléans
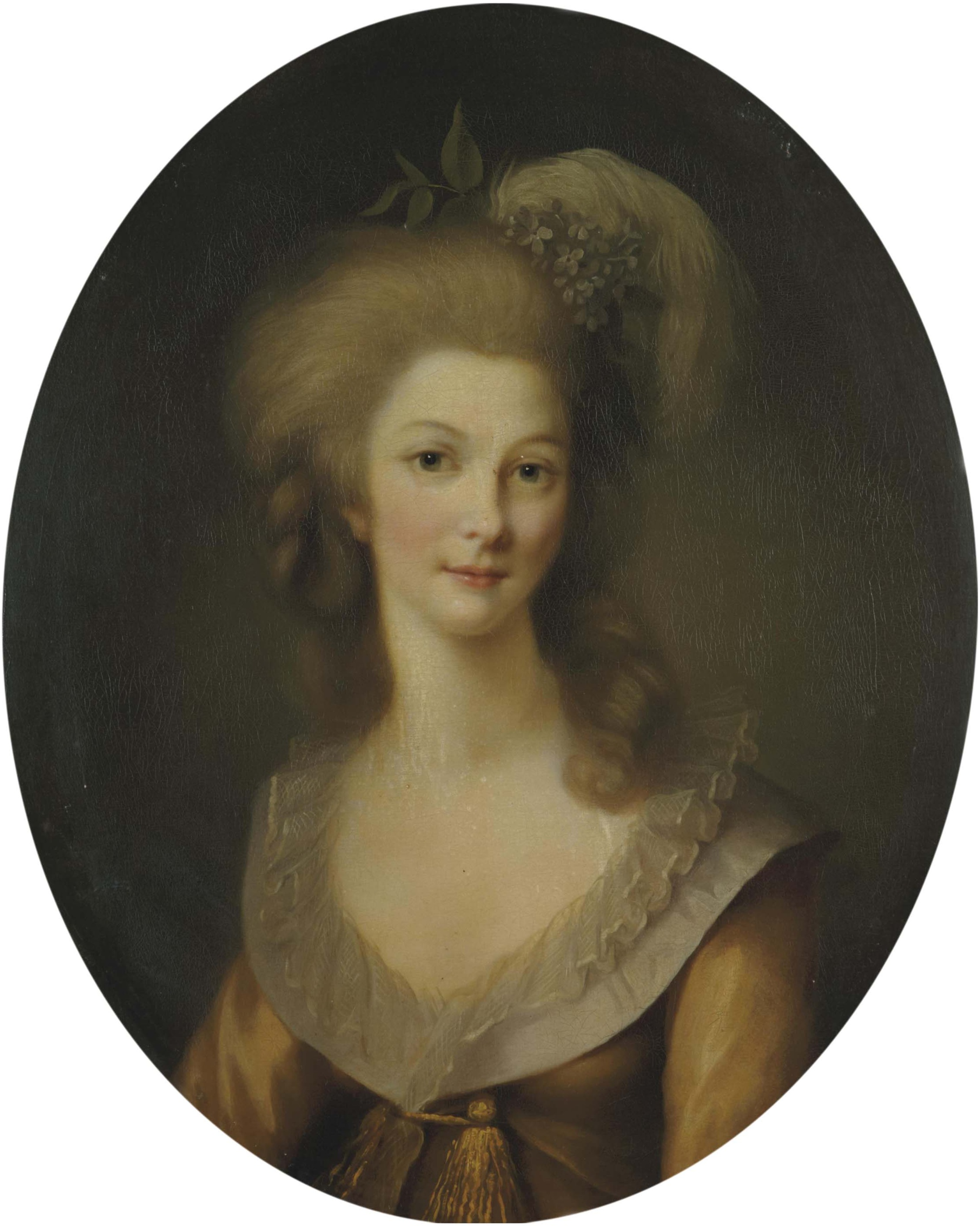
La Princesse de Lamballe, 1779, Banque de France
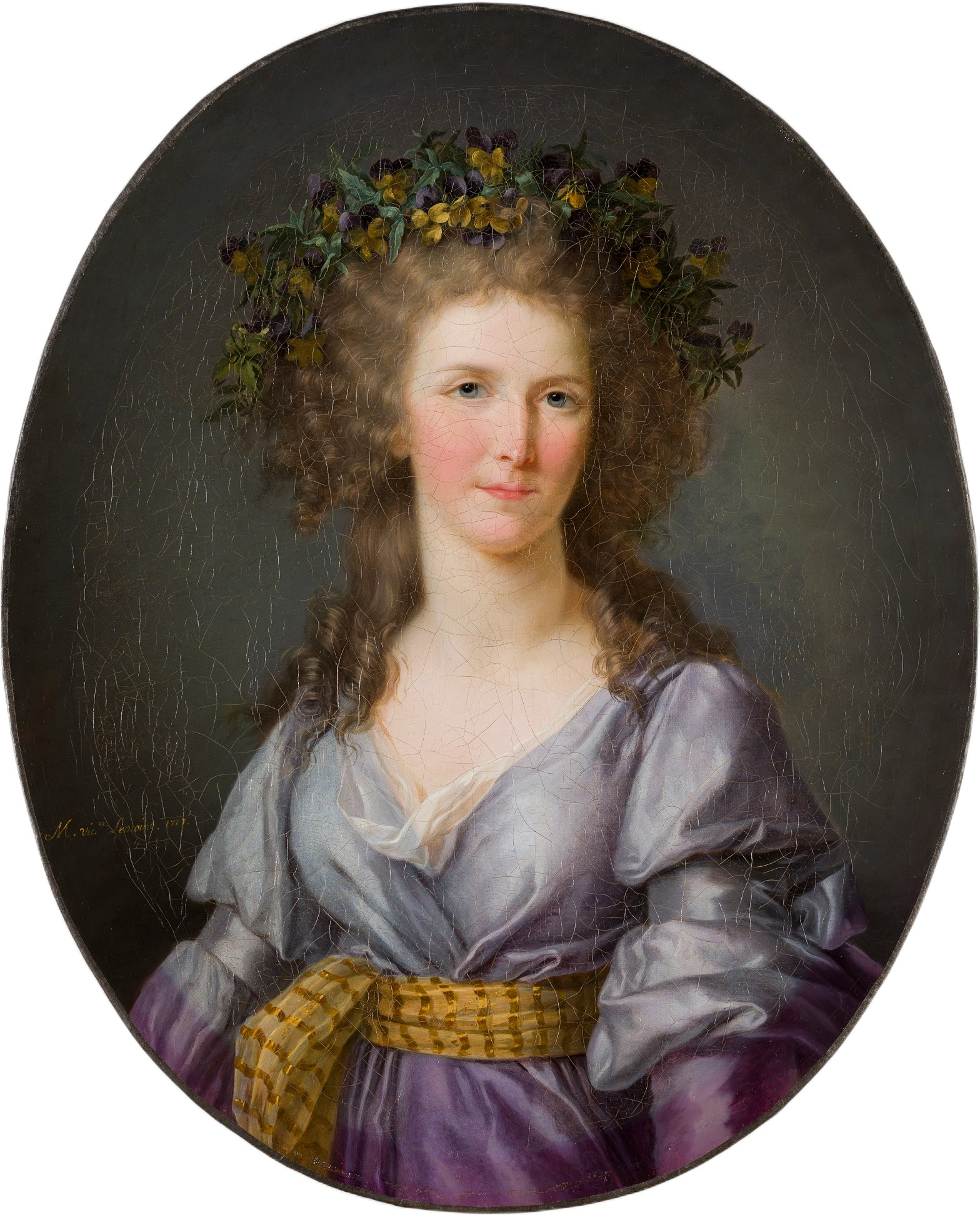
Louise-Marie-Adélaïde de Bourbon, duchesse d’Orléans, 1787, musée d'Art et d'Histoire de Saint-Brieuc
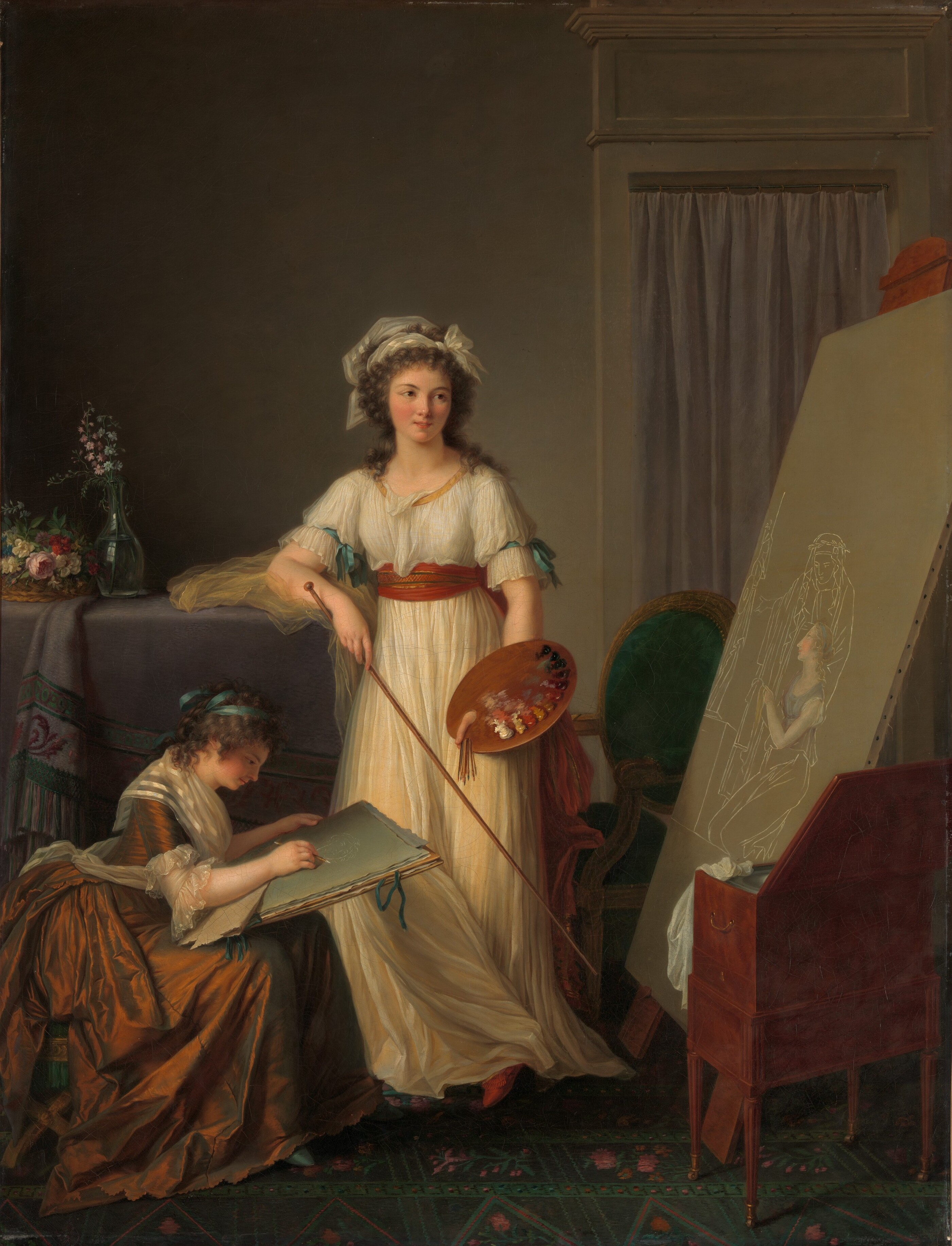
Intérieur d'un atelier de femme peintre, 1789, New York, Metropolitan Museum of Art.
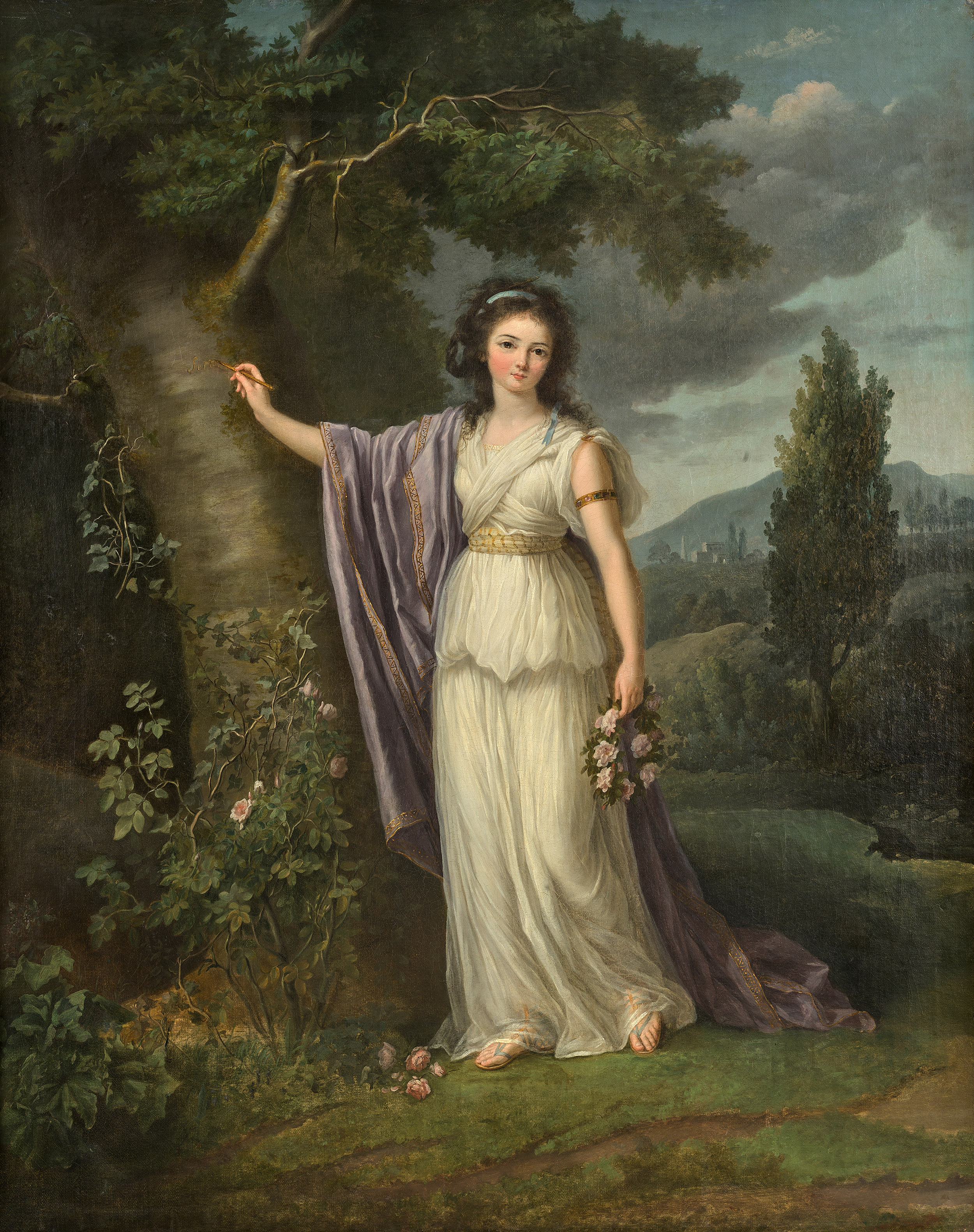
Portrait de Mlle de Genlis, 1787, collection privée
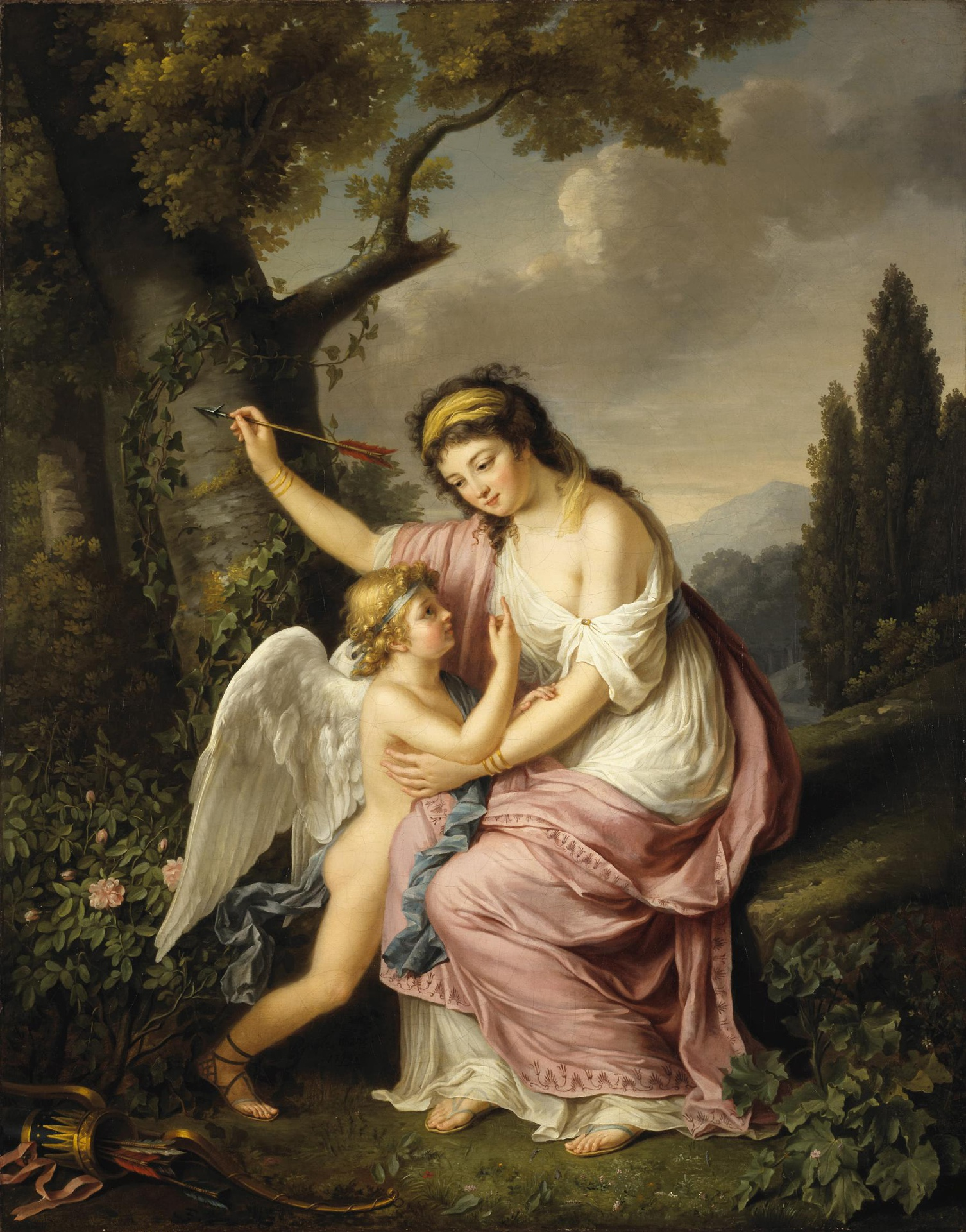
Jeune femme et Éros, 1792, musée de l'Ermitage
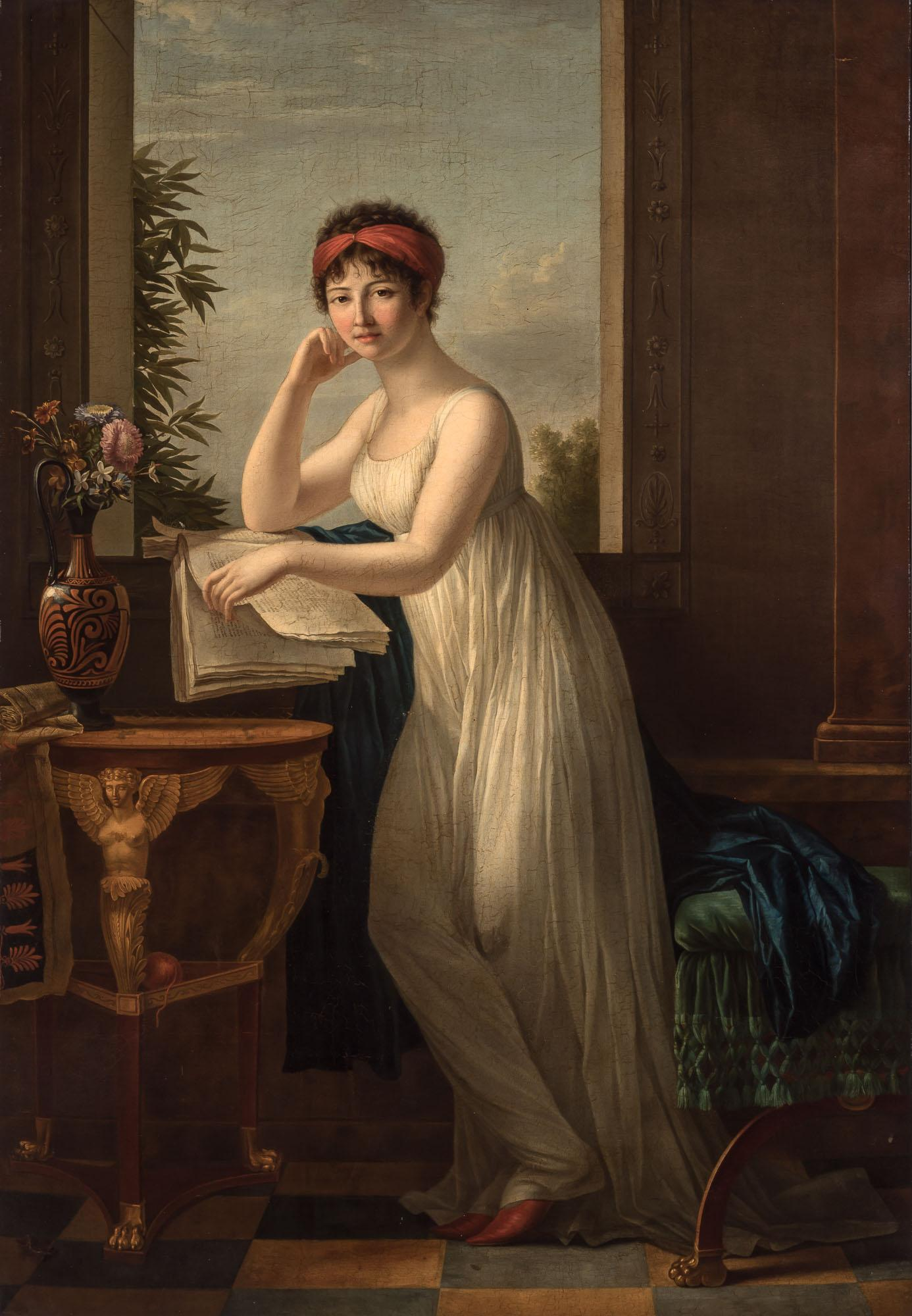
Une jeune femme appuyée sur le bord d’une croisée (Portrait présumé de Marie-Denise Villers, née Lemoine, soeur de l'artiste), 1798-1799, Melbourne, National Gallery of Victoria[9].
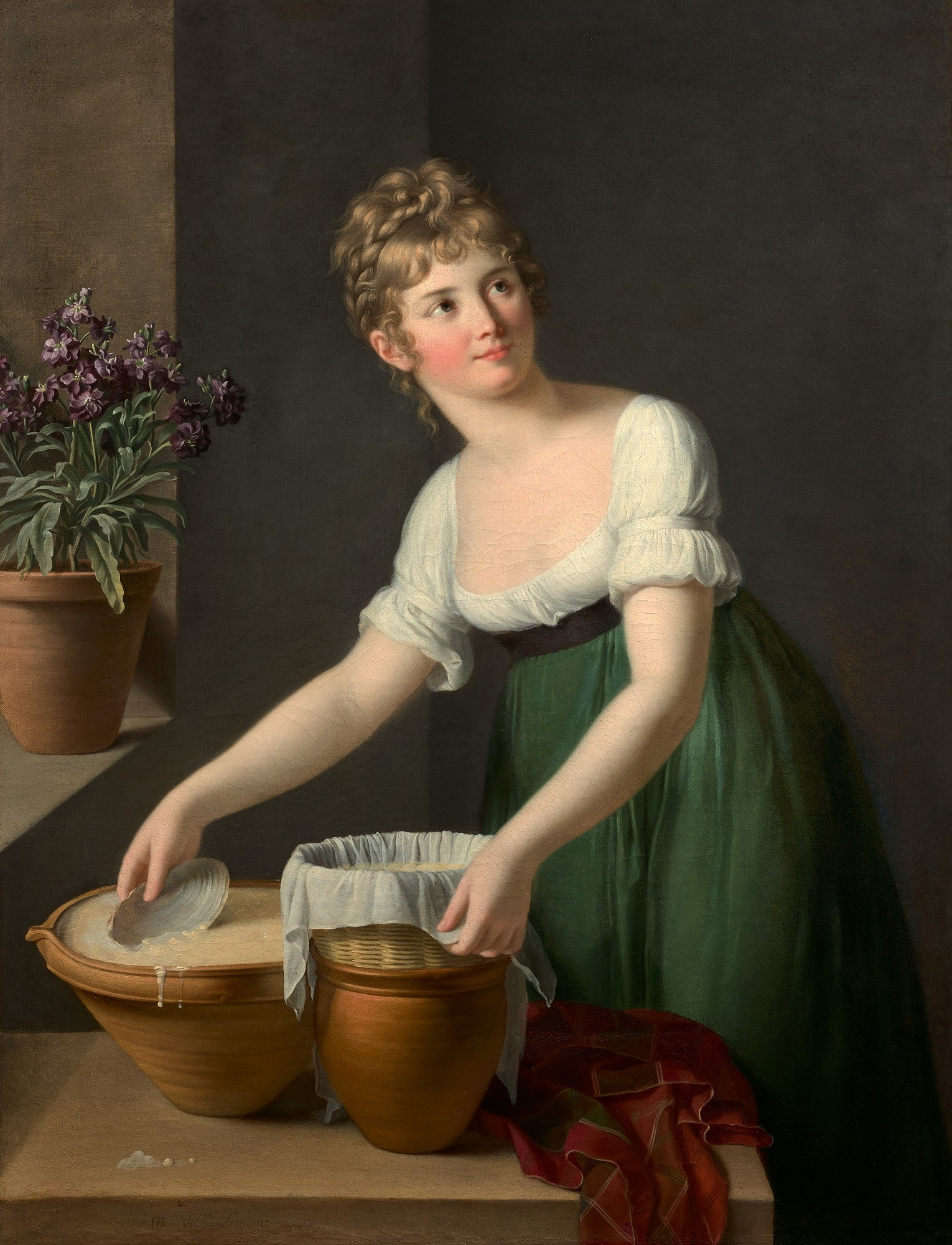
Une jeune personne faisant un fromage, vers 1802
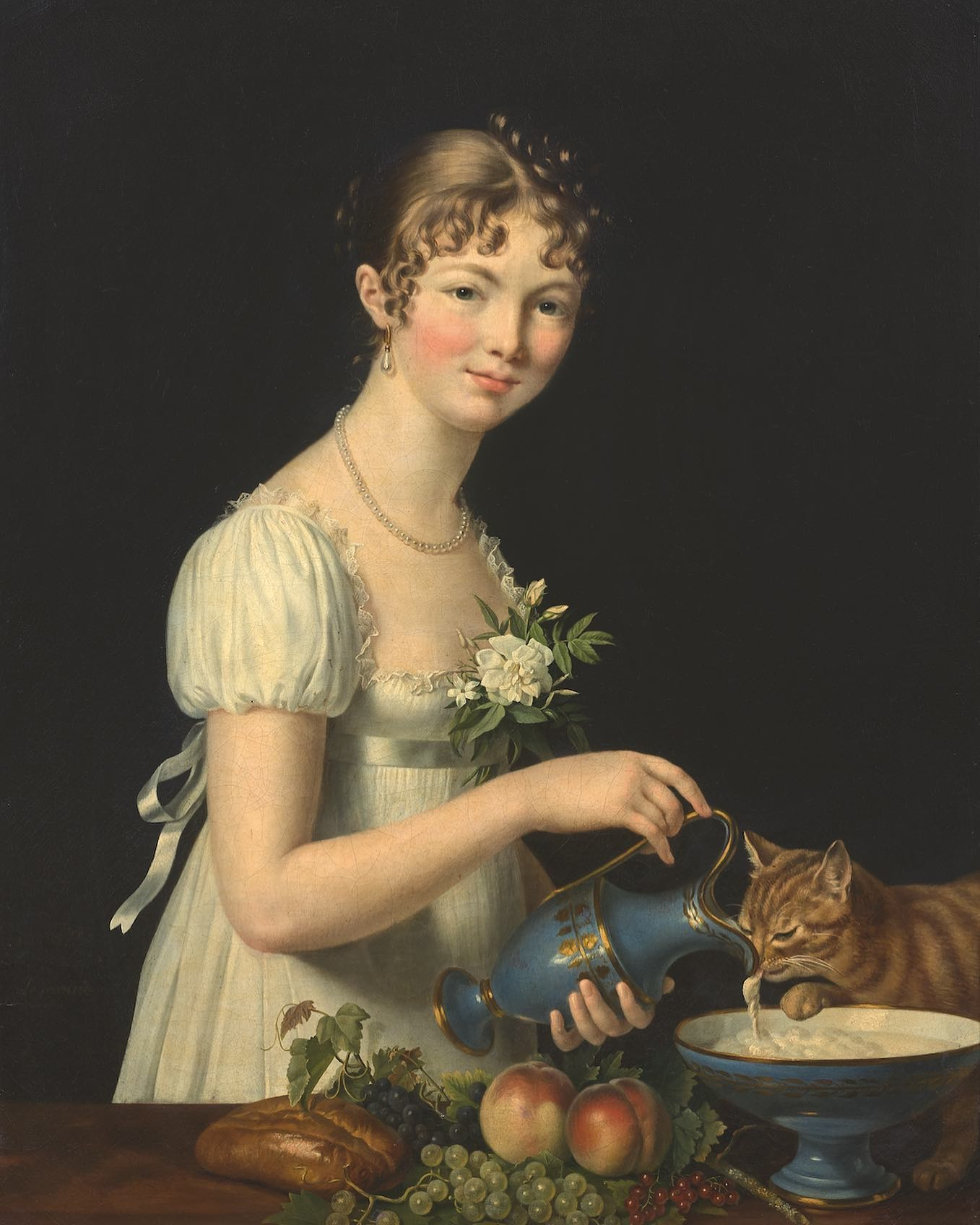
Le Déjeuner du chat, vers 1802
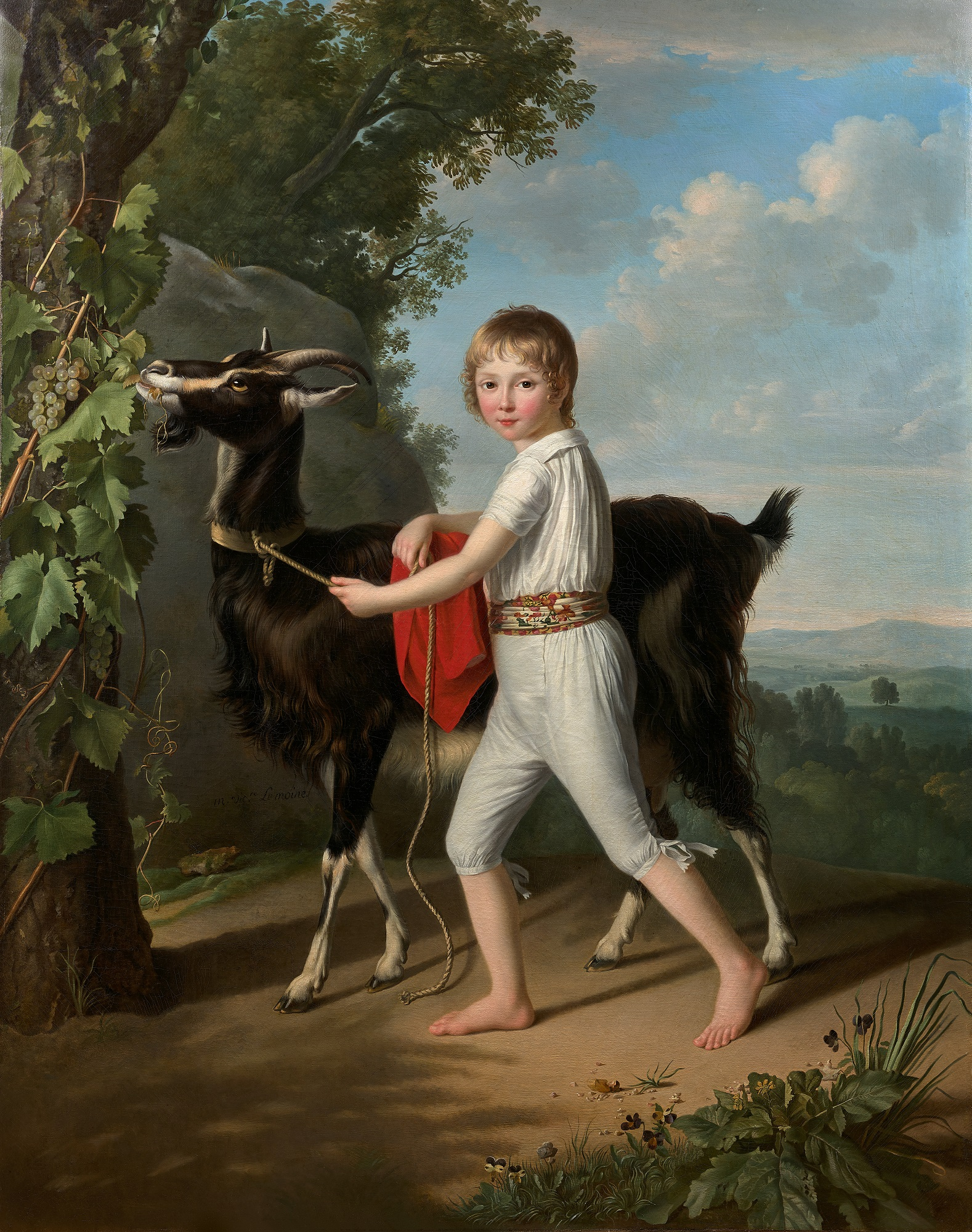
Portrait en pied de Jean Prosper Camille Charles Goujon de Gasville (1795-1856), tenant une chèvre noire, vers 1802 (propriété privée)
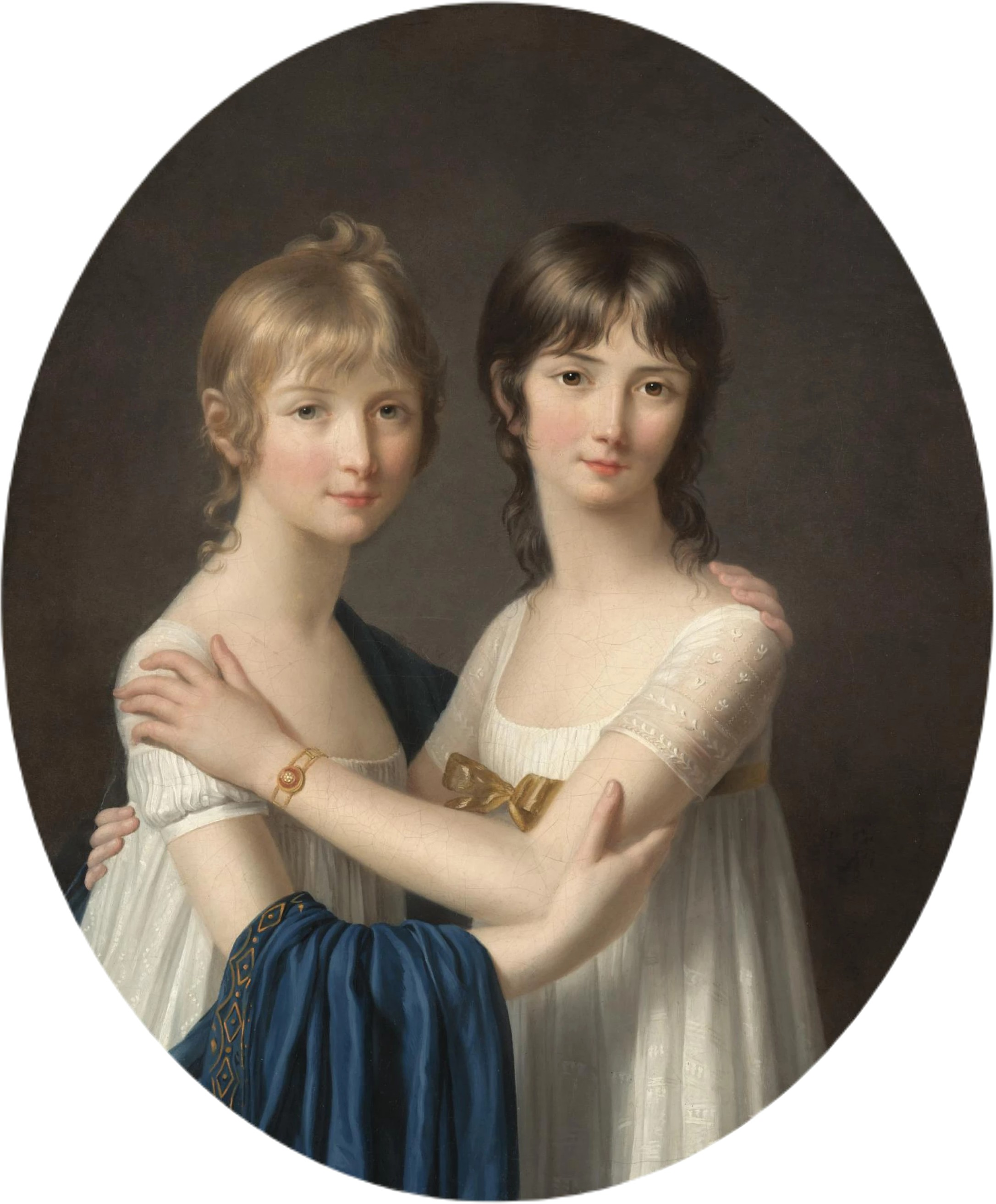
Portrait de deux sœurs en robes blanches, localisation inconnue.
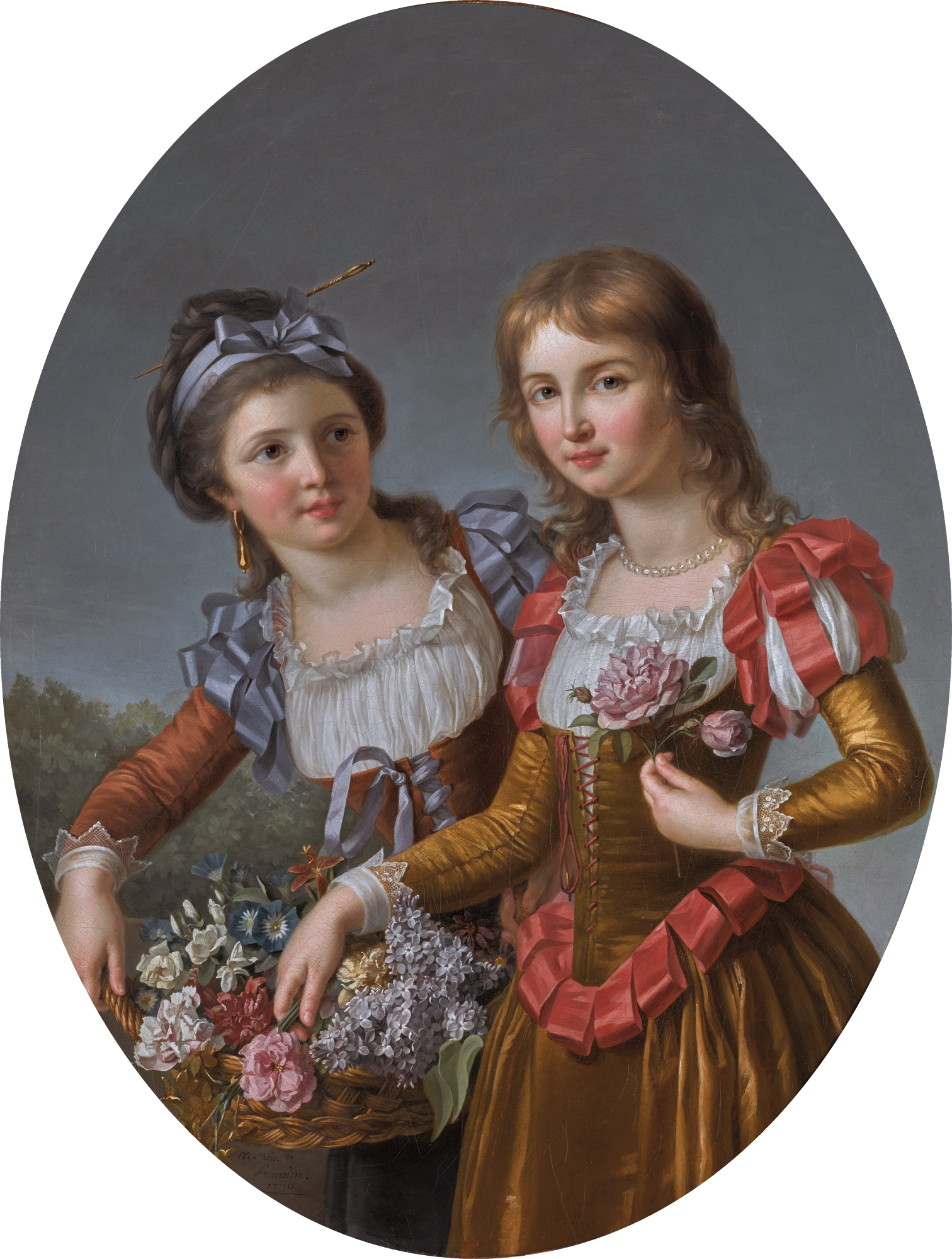
Les Deux Sœurs, 1790, localisation inconnue.
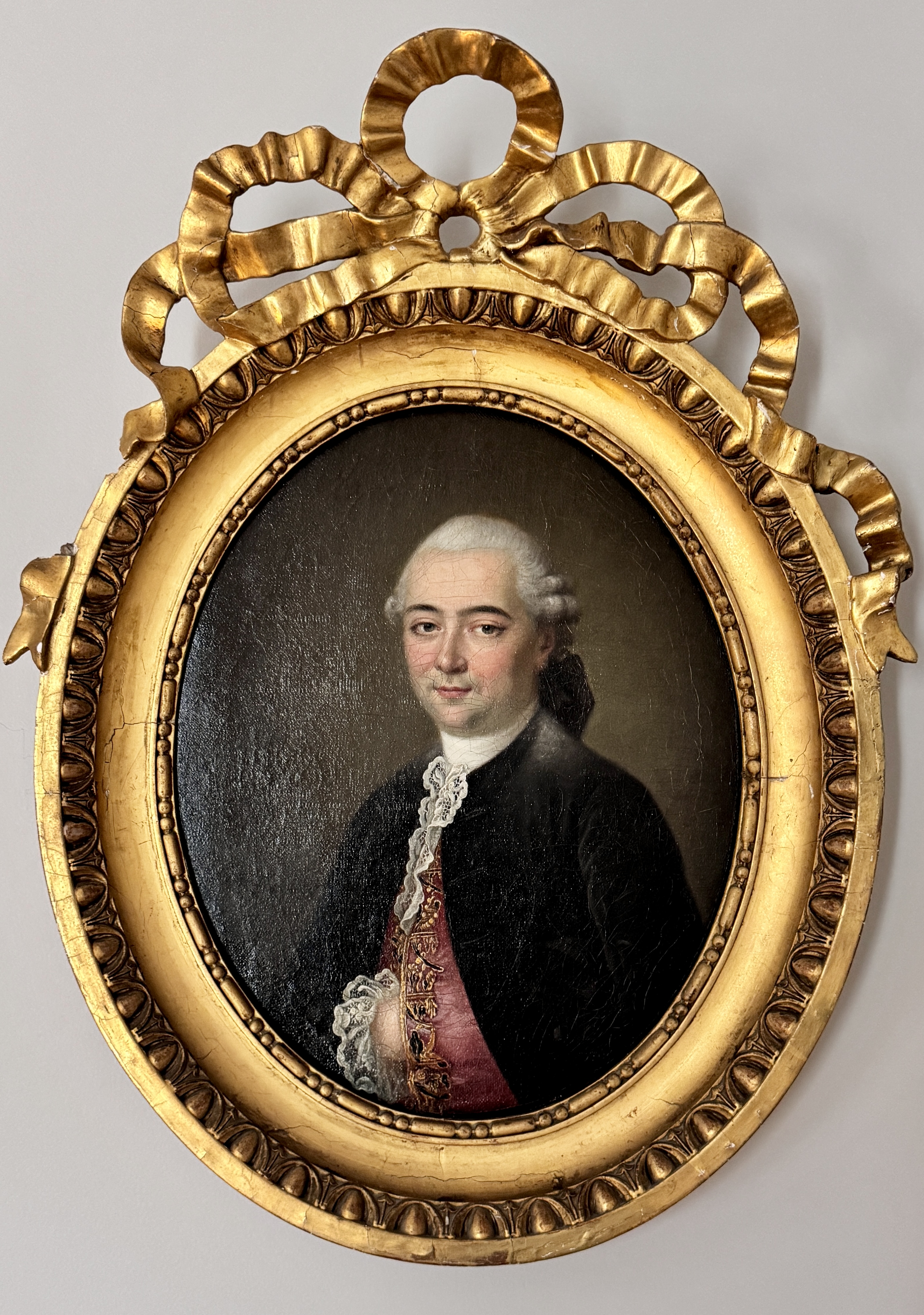
Portrait présumé du Chevalier d'Ennémour (inscription au dos). Collection privée